# Detlev Samland
Detlev Samland (* 1. Mai 1953 in Essen; † 8. Juli 2009 in Berlin) war ein deutscher Politiker (SPD). Von 1989 bis 1999 war er Abgeordneter im Europäischen Parlament und von 2000 bis 2001 Minister für Bundes- und Europaangelegenheiten des Landes Nordrhein-Westfalen.

## Leben
Samland studierte nach dem Abitur Städtebau und Raumplanung in Dortmund und arbeitete als Diplom-Ingenieur am Institut für Technologietransfer der Ruhr-Universität Bochum.
Vom 25. Juli 1989 bis zum 19. Juli 1999 war er Mitglied des Europäischen Parlaments der 3. und 4. Wahlperiode und dort vom 22. Juli 1994 bis zu seinem Ausscheiden Vorsitzender des Haushaltsausschusses. Bei der Kommunalwahl in Nordrhein-Westfalen 1999 trat Samland als SPD-Kandidat für das Amt des Oberbürgermeisters der Stadt Essen an, scheiterte aber bereits im 1. Wahlgang am 12. September 1999 überraschend deutlich an Wolfgang Reiniger (CDU).
Vom 27. Juni 2000 bis zum 17. April 2001 amtierte Samland als Minister für Bundes- und Europaangelegenheiten im Geschäftsbereich des Ministerpräsidenten und Bevollmächtigter des Landes Nordrhein-Westfalen beim Bund in der von Ministerpräsident Wolfgang Clement (SPD) geführten Landesregierung. Als Mitglied der Landesregierung von Nordrhein-Westfalen war Samland gleichzeitig Mitglied des Bundesrates. Nachdem Anfang 2001 bekannt wurde, dass er Aufsichtsratsbezüge von rund 100.000 DM nicht versteuert hatte, trat er von seinem Amt zurück.
Samland nahm – jeweils auf Wahlvorschlag der SPD-Fraktion im Landtag Nordrhein-Westfalen – als Mitglied an der 9., 10. und 11. Bundesversammlung zur Wahl des Bundespräsidenten der Bundesrepublik Deutschland teil.
Detlev Samland war zuletzt als European Director Public Affairs im Berliner Büro der Kommunikationsberatungsagentur „Pleon“ tätig. Er starb am 8. Juli 2009 in Berlin an Herzversagen. Sein Grab befindet sich auf dem Dorotheenstädtischen Friedhof in Berlin-Mitte.
Im Jahr 2013 stufte die Bundestagsverwaltung zwei Parteispenden der Baumarktkette Hellweg in Höhe von jeweils 10.000 DM, die 1999 von Samland und dem damaligen SPD-Landtagsabgeordneten Willi Nowack empfangen und falsch deklariert worden waren, als Verstoß gegen das Parteiengesetz ein. Der SPD-Unterbezirk Essen musste in der Konsequenz den Spendenbetrag an die Staatskasse abführen und zusätzlich eine Geldbuße in doppelter Höhe (20.000 Euro) an die Bundestagsverwaltung leisten.

## Weblink
- Detlev Samland in der Abgeordneten-Datenbank des Europäischen Parlaments